# Агиография
| Житие на свети Антоний Нови Берски (на старогръцки език) |  | Животът на Св. Мартин (на латински език) |
| Житие на свети Антоний Нови Берски (на старогръцки език) |  | Животът на Св. Мартин (на латински език) |

Агиография (от гръцки: ἁγιογραφία, hagiographia, άγιος – свят/светец и γράφω – пиша) е биографията на светец или на божи служител .
Агиографията е жанр на религиозната литература, описващ живота и чудесата, извършвани (и посмъртно) от светци . Това е и хуманитарната историко-литературна дисциплина, изучаваща житията на светците, както и богословско-исторически аспекти на живота и дейността им.
В средновековната българска литература това е целенасочено разработвана прозаическа жанрово-тематична група. С това агиографията се поставя в центъра на средновековната жанрова система, заедно с химнографията и църковната реторика. Агиографията включва два основни жанра: житие и разказ за мощи.
Единственият непесенен жанр на култовата поезия са проложните стихове.
Други религии, освен християнската, като будизъм, и и сикхизъм също създават и поддържат агиографски текстове и литература относно светците, гурутата и други личности, за които се смята, че са притежавали способностите на светците.